# Vlaanderen boven
Vlaanderen Boven is een Nederlandstalig lied uit 1978 van de Belgische artiest Raymond van het Groenewoud.
De B-kant van de single was het lied Ik Wil Je Hier Bij Mij. Daarnaast verscheen het nummer op de LP Kamiel in België uit 1978.
Het nummer verscheen zowel op de single als op de LP in een live-uitvoering. De originele studioversie, eveneens opgenomen in 1978, verscheen voor de eerste maal op de Best Of-cd Omdat Ik van Je Hou in 2010.

## Versie uit 1978
"Vlaanderen boven" staat op de plaat "Kamiel in België" (1978). Het ogenschijnlijk Vlaams-nationalistische lied is in werkelijkheid een ironische ode aan Vlaanderen. Zo zingt Van het Groenewoud onder meer dat "het geld in het zwart vloeit", men er "nauwelijks Nederlands praat", "een vuist zonder kracht is" , waar "de buiken omvangrijk zijn" en een "g soms een h" is (een verwijzing naar het West-Vlaams). Ook maakt Van Het Groenewoud een woordspeling door "Vlaanderen buiten!" te schreeuwen, alsof het een anti-Vlaamse slogan is, om dan meteen erna te zingen "... waar de vogeltjes fluiten", waardoor duidelijk wordt dat hij op de natuur ("den buiten") doelde. 
Sommige regels uit de tekst zijn inmiddels gedateerd. "waar de koning geen kind heeft" sloeg op Boudewijn van België en Fabiola die kinderloos bleven. "Waar de kleurenbuis grijs is" verwees naar de nog prille kleurentelevisie in de jaren 70 en "waar de camera traag gaat" op de weinig flitsende programma's van de BRT destijds. Francis Bay, de jarenlange huisdirigent van de BRT, wordt ook vermeld. De "premier die nogal vaag praat" sloeg destijds op premier Leo Tindemans. 
Van het Groenewoud noemt ook een aantal Vlaamse locaties en fenomenen, zoals het Noordzeestrand, de IJzertoren ("waar AVV VVK is"), de Chiro, de vakanties in Benidorm ("waar de vakantie naar Spanje wijst"), de Kemmelberg, het Gravensteen, de Basiliek van Koekelberg, waterzooi en dialectuitdrukkingen, zoals "iemand een peer stoven" en een "vijs" (een schroef).

### Ontvangst
Van het Groenewoud had het nummer met The Millionaires opgenomen voor een tv-programma, maar het werd zonder pardon afgevoerd. Van het Groenewoud verklaart in het boek "Twee meisjes: alle liedjesteksten" (2008) dat hij vermoedde dat Bob Boon, toenmalig productieleider bij de BRT, hierachter zat, maar later bleek de regel over koning Boudewijn de boosdoener te zijn geweest. 

### Meewerkende artiesten
- Producer:
  - Raymond van het Groenewoud
  - Jean Blaute
- Muzikanten:
  - Jean Blaute (accordeon, gitaar, orgel, zang)
  - Mich Verbelen (basgitaar, zang)
  - Raymond van het Groenewoud (akoestische gitaar, elektrische gitaar, orgel, piano, zang)
  - Stoy Stoffelen (drums, zang)

## Versie uit 2002
Op 5 juni 2002, ter gelegenheid van de 700ste verjaardag van de Guldensporenslag, werd "Vlaanderen boven" tot het officiële feestlied van de Vlaamse Gemeenschap uitgeroepen. Van Het Groenewoud nam speciaal ter gelegenheid van Vlaanderen Feest een lichtjes aangepaste versie van zijn nummer op, waarbij twaalf bekende Vlaamse zangers en zangeressen meezongen: Bart Peeters, Belle Perez, Clouseau, Danaë, Frank Vander Linden, Rocco Granata, Ronny Mosuse, Sarah, Sergio, Stijn Meuris, Will Tura en Salvatore Adamo. De opbrengst van de single ging naar een fonds ter ondersteuning van nieuwe Nederlandstalige muziek.
De versie uit 2002 bevatte enkele aangepaste regels, vooral om sommige gedateerde zinnen te actualiseren, niet vanwege de ironische ondertoon. Van het Groenewoud verklaarde in een interview in De Morgen: "Ik heb hier en daar wel wat zinnen veranderd, maar alleen omdat ze achterhaald zijn. Zo staat in de oorspronkelijke versie dat 'de koning geen kind heeft', een verwijzing naar Boudewijn. Daar heb ik dan maar 'de koning een kind heeft' van gemaakt. De zin 'waar een diploma geen zin heeft' heb ik ook aangepast. Het werd geschreven eind jaren zeventig, in volle crisis. De tijden veranderen, nietwaar?"

## Meer informatie
- VAN HET GROENEWOUD, Raymond, "Twee meisjes: alle liedteksten", Nijgh & Van Ditmar, Amsterdam 2008, blz. 52, 311-312